# 费蒂尼 (汝拉省)
费蒂尼（法語：Fétigny，法語發音：[fetiɲi]）是法国汝拉省的一个旧市镇，属于隆斯勒索涅区。

## 地理
费蒂尼（46°26'31"N, 5°36'0"E）面积3.3 平方千米，位于法国勃艮第-弗朗什-孔泰大區汝拉省，该省份为法国东部内陆省份，北起上索恩省，西北接科多尔省，西临索恩-卢瓦尔省，南至安省，东与杜省和瑞士接壤。
与费蒂尼接壤的市镇（或旧市镇、城区）包括：萨罗尼亚、塞尔农、莱尼亚、萨维尼亚。

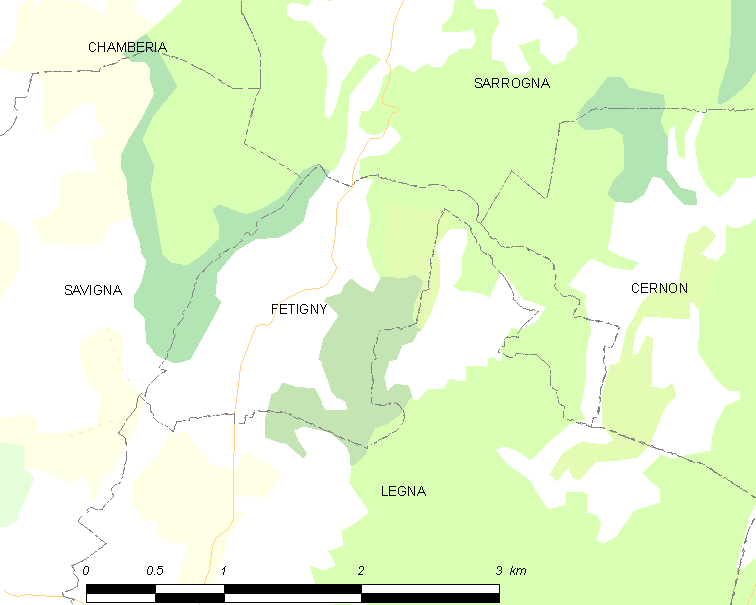
的OSM定位图

费蒂尼的时区为UTC+01:00、UTC+02:00（夏令时）。

## 行政
费蒂尼的邮政编码为39240，INSEE市镇编码为39224。

## 政治
费蒂尼所属的省级选区为穆瓦朗昂蒙塔涅县。

## 人口

1962-2008年间人口变化图示

费蒂尼于2014时的人口数量为85人。